# ملا دادالله (طالبان پاکستان)
جمال سعید (زاده: حدود ۱۹۶۵–۲۴ اوت ۲۰۱۲) که بیشتر با نام‌های ملا دادالله و مولانا محمد جمال شناخته می‌شود، از اعضای ارشد طالبان پاکستان بود. او رهبر خود خوانده طالبان پاکستان در ایجنسی (منطقه) باجور شمالی بود.وی در ۲۴ اوت ۲۰۱۲ و بر اثر حمله هوایی ناتو در ولسوالی شیگل و شلتن در ولایت کنر افغانستان کشته شد. معاون وی و ده جنگجوی طالبان نیز در این حمله کشته شدند.
دادالله پیش از پیوستن به طالبان پاکستان امام جماعت روستای دامادولا بود و پس از پیوستن به این گروه تبدیل به یکی از فرماندهان آن شد.بنابر گزارش آسوشیتد پرس دادالله پس از آنکه مولوی فقیر محمد، رهبر سابق طالبان پاکستان، برای فرار از حملات ارتش پاکستان به افغانستان گریخت، رهبری این گروه را عهده‌دار شد. پس از کشته شدن دادالله مولانا ابوبکر جانشین وی شد.